# 첸톨라
첸톨라(이탈리아어: Centola)는 이탈리아 캄파니아주 살레르노도에 위치한 코무네다.